# Bokwiel

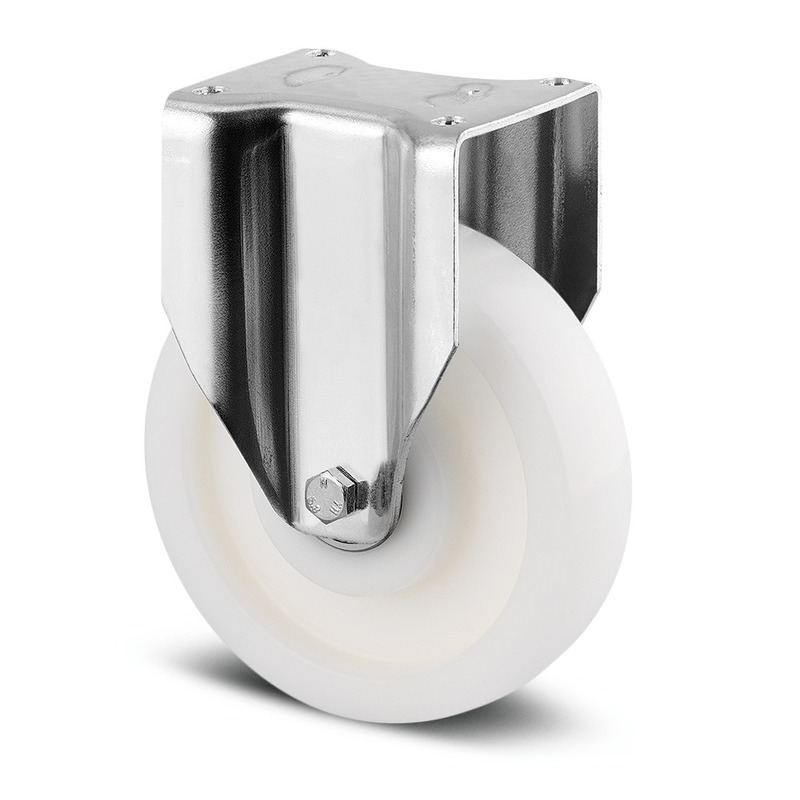
Bokwiel

Een bokwiel is een wiel dat bewegingen in één richting kan uitvoeren. Dit in tegenstelling tot een zwenkwiel waarbij een wiel aan een verticale as is bevestigd, zodat het zwenkbaar is, en in elke richting kan wijzen en rollen.
Bokwielen bestaan uit een U-vormige metalen bevestigingsplaat, met daarin een of meerdere wielen. Ze worden vaak in combinatie met zwenkwielen toegepast. Een voertuig met alleen zwenkwielen kan zich in elke richting bewegen, het heeft geen enkele voorkeursrichting. Een combinatie zorgt met name tijdens het rechtuit rijden voor een betere richtingsstabiliteit, terwijl het voertuig toch manoeuvreerbaar blijft.